# Ratpenat de cua de beina de les Seychelles
El ratpenat de cua de beina de les Seychelles (Coleura seychellensis) viu a les illes Seychelles.
És un dels animals més amenaçats d'extinció del planeta, ja que es creu que no n'hi ha més de 100 exemplars.